# رئيس قساوسة
رئيس القساوسة لقب كنسي لقِسّ الذين لديه واجبات إشراف على عدد من الرعايا. يستخدم هذا المصطلح غالبًا في الأرثوذكسية الشرقية والكنائس الكثلية الشرقية وقد يكون يشبه المونسنيور ‏ أو العميد (مسيحية) ‏ في الكنيسة اللاتينية ، ولكن في الكنائس الشرقية يرتدي رئيس القساوسة ثوبًا إضافيًا وعادةً ما يرتدي صليبًا صدريًا. ويصبح رئيس قساوسة بعد مراسم طقسية.